# Villa fuscolimbata
Villa fuscolimbata är en tvåvingeart som först beskrevs av Enrico Adelelmo Brunetti 1917.  Villa fuscolimbata ingår i släktet Villa och familjen svävflugor. Inga underarter finns listade i Catalogue of Life.